# Jacques Proulx (animateur)
Pour les articles homonymes, voir Proulx et Jacques Proulx.
Jacques Proulx (né le 4 mai 1935 à Montréal - mort le 14 décembre 2013) est un animateur radiophonique québécois.
Il est le frère de Gilles Proulx et le père de Caroline Proulx, Marjolaine Proulx, Christiane Proulx.

## Biographie
Après des débuts à Matane et à Québec, Proulx revient travailler dans le domaine radiophonique à Montréal en 1962, à l'antenne de CKAC,,. Il co-anime une émission du matin avec Réal Giguère, puis anime une émission d'après-midi.
En 1968, il prend la barre de l'émission du matin Les Prouesses du matin, qu'il tiendra jusqu'en 1987. Il sera l'un des animateurs radiophoniques les plus écoutés de sa génération.
Après plusieurs années de lutte contre le cancer, il meurt le 14 décembre 2013 à l'Hôpital Saint-Luc à l'âge de 78 ans,.
Le fonds d'archives de Jacques Proulx (P906) est conservé au centre BAnQ Vieux-Montréal de Bibliothèque et Archives nationales du Québec.